# Файзиддинов, Исроил
Исроил Файзидинов (род. 2 октября 1965, с. Навгилем, ИсфараТаджикская ССР, СССР) — певец, композитор, музыкант-инструменталист (исполнитель на рубабе), представитель Исфаринской исполнительской школы традиционной музыки, педагог. Народный артист Республики Таджикистан (2016).
С раннего детства у него было много интереса к искусству. Из учителей Барно Исхокова, Алихан Солиев, Джурабек Муродов, Алмос Абдуллоев, Мирзокурбон Солехов, Муродхон Юлбарсов, Исмонхон Юсупов, Додохон Темуров. Учитель отдела музыки и ансамбля Шашмаком комитета радио и телевидения (1987—1992), а с 1992 года, певец, художественный руководитель ансамбля Шашмаком города Исфара. Участник фестиваля дружбы молодежи в Германии (1987), международных симпозиумах Шашмаком в Самарканде (1987), Исфара (1990, 2003).
Автор около 60 песен, в том числе «Боль нации», «Отец», «Таджикистан», «Мечта» «Мама» и другие. Более 30 песен хранится в золотом фонд радио. Обладатель Диплома Президента Республики Таджикистан и премии «Дорога единства».